# Alulatettix fornicata
Alulatettix fornicata är en insektsart som först beskrevs av Ichikawa 1993.  Alulatettix fornicata ingår i släktet Alulatettix och familjen torngräshoppor. Inga underarter finns listade i Catalogue of Life.